# 单组元推进剂
单组元推进剂是由通过放热化学分解来释放能量的化学物质组成的推进剂。单组元推进剂的分子键能通常通过使用催化剂来释放。这可以与双组元推进剂相比，双组元推进剂通过氧化剂和燃料之间的化学反应释放能量。虽然单组元推进剂在规定的储存条件下是稳定的，但在其他条件下，单组元推进剂的分解非常迅速，产生大量自身的含能量（热量）气体，以完成机械功。虽然固体爆燃剂，如硝化纤维，是热兵器中最常用的推进剂，可以被认为是单组元推进剂，但在工程文献中这个术语通常是指一种液体。

## 用途
单组元推进剂最常见的用途是用于低脉冲单基火箭发动机 ，例如RCS，通常的推进剂是肼  ，它通常会因暴露于铱而分解催化剂床（肼预热以保持反应物液体）。这种分解会产生所需的热气射流，从而产生推力。过氧化氢已被用作德国二战V-2和美国红石火箭等火箭的推进剂罐泵的动力源。 过氧化氢通过铂催化剂网，或与二氧化锰浸渍陶瓷珠接触，或与Z-Stoff高锰酸盐溶液共注入，使过氧化氢分解为热蒸汽和氧气。